# Davidius triangulus
Davidius triangulus är en trollsländeart som beskrevs av Chao och Yang 1995. Davidius triangulus ingår i släktet Davidius och familjen flodtrollsländor. Inga underarter finns listade i Catalogue of Life.